# Мичуринск-Воронежский

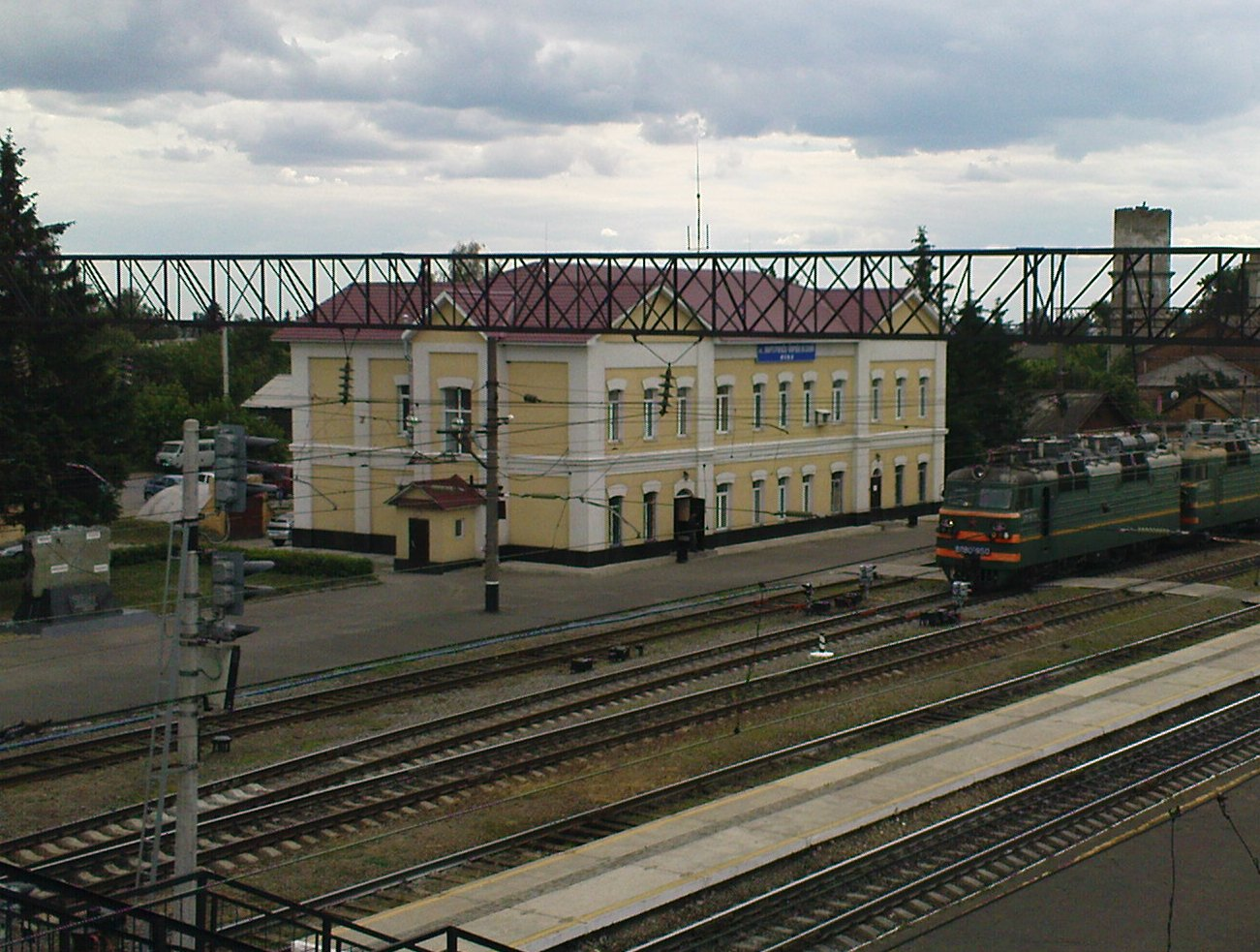

Мичу́ринск-Воро́нежский — один из двух железнодорожных вокзалов города Мичуринска, транзитная (в отличие от станции Мичуринск-Уральский) узловая станция на линии Москва — Ростов-на-Дону. От станции отходят соединительные ветви на Мичуринск-Уральский и Турмасово.
На станции останавливаются поезда дальнего следования направлением на Москву, Ростов-на-Дону, Волгоград, Воронеж, Новороссийск, Анапу, Печору, Архангельск, Кострому, Адлер, Туапсе, Кисловодск, Санкт-Петербург, Нижний Новгород, Душанбе, Куляб, Худжанд, Назрань и Грозный. Электропоезда следуют до станций Воронеж I, Грязи-Воронежские, Мичуринск-Уральский, Никольское и Песковатка.

## Дальнее следование по станции
По состоянию на декабрь 2018 года через станцию курсируют следующие поезда дальнего следования:
| Круглогодичное обращение поездов | Круглогодичное обращение поездов | Круглогодичное обращение поездов | Круглогодичное обращение поездов |
| № поезда                         | Маршрут движения                 | № поезда                         | Маршрут движения                 |
| -------------------------------- | -------------------------------- | -------------------------------- | -------------------------------- |
| 1 «Волгоград»                    | Волгоград — Москва               | 2 «Волгоград»                    | Москва — Волгоград               |
| 3 «Кавказ»                       | Кисловодск — Москва              | 4 «Кавказ»                       | Москва — Кисловодск              |
| 3 «2-этажный»                    | Кисловодск — Москва              | 4 «2-этажный»                    | Москва — Кисловодск              |
| 11                               | Анапа — Москва                   | 12                               | Москва — Анапа                   |
| 15                               | Волгоград — Москва               | 16                               | Москва — Волгоград               |
| 19 «Премиум»                     | Ростов-на-Дону — Москва          | 20 «Премиум»                     | Москва — Ростов-на-Дону          |
| 25 «Воронеж»                     | Воронеж — Москва                 | 26 «Воронеж»                     | Москва — Воронеж                 |
| 29 «Премиум»                     | Новороссийск — Москва            | 30 «Премиум»                     | Москва — Новороссийск            |
| 35 «Северная Пальмира 2-этажный» | Адлер — Санкт-Петербург          | 36 «Северная Пальмира 2-этажный» | Санкт-Петербург — Адлер          |
| 37                               | Воронеж — Санкт-Петербург        | 38                               | Санкт-Петербург — Воронеж        |
| 61                               | Нальчик — Москва                 | 62                               | Москва — Нальчик                 |
| 101 «Премиум»                    | Адлер — Москва                   | 102 «Премиум»                    | Москва — Адлер                   |
| 103 «Премиум» 2-этажный          | Адлер — Москва                   | 104 «Премиум» 2-этажный          | Москва — Адлер                   |
| 145 «Ингушетия»                  | Назрань — Москва                 | 146 «Ингушетия»                  | Москва — Назрань                 |
| 305                              | Сухум — Москва                   | 306                              | Москва — Сухум                   |
| 319                              | Куляб — Москва                   | 320                              | Москва — Куляб                   |
| 329                              | Душанбе — Москва                 | 330                              | Москва — Душанбе                 |
| 359                              | Худжанд — Москва                 | 360                              | Москва — Худжанд                 |
| 381                              | Грозный — Москва                 | 382                              | Москва — Грозный                 |
| 737 «Двухэтажный состав»         | Воронеж — Москва                 | 738 «Двухэтажный состав»         | Москва — Воронеж                 |
| 739 «Двухэтажный состав»         | Воронеж — Москва                 | 740 «Двухэтажный состав»         | Москва — Воронеж                 |

| Сезонное обращение поездов | Сезонное обращение поездов   | Сезонное обращение поездов | Сезонное обращение поездов   |
| № поезда                   | Маршрут движения             | № поезда                   | Маршрут движения             |
| -------------------------- | ---------------------------- | -------------------------- | ---------------------------- |
| 155                        | Анапа — Москва               | 156                        | -                            |
| 187                        | Новороссийск — Архангельск   | 188                        | Архангельск — Новороссийск   |
| 201                        | Имеретинский курорт — Москва | 202                        | Москва — Имеретинский курорт |
| 221                        | -                            | 222                        | Архангельск — Анапа          |
| 261                        | Адлер — Архангельск          | 262                        | Архангельск — Адлер          |
| 267                        | -                            | 268                        | Сосногорск — Новороссийск    |
| 283                        | -                            | 284                        | Череповец — Анапа            |
| 539                        | -                            | 540                        | Кострома — Анапа             |
| 541                        | Адлер — Москва               | 542                        | Москва — Адлер               |

| Предыдущая станция         | Фирменные поезда | Следующая станция                       |
| -------------------------- | ---------------- | --------------------------------------- |
| Узуново в сторону Москвы   | Волгоград        | Грязи-Воронежские в сторону Волгограда  |
| Рязань II в сторону Москвы | Кавказ           | Грязи-Воронежские в сторону Кисловодска |